# Досовременное государство
Досовременное государство — переходная форма государства, основанная на родовых структурах.

## Особенности
В отличие от государств современного типа, были построены на социальном и психологическом фундаменте, основанными на родстве. Изначально государства возникли из того, что антропологи называют вождествами. Самая простая версия вождества — это единственная деревня, состоящая из нескольких кланов, в которой один клан стоит выше других. В силу наличия общих норм и верований, регулярно закрепляемых посредством ритуалов, главенствующий клан принимает решения за все сообщество. Старший член старшей линии в главенствующем клане часто является лидером всей деревни — вождем. То, как эта должность передается от поколения к поколению, определяется социальными нормами. Вождь, советуясь со старшими представителями других кланов, принимает решения, определяющие жизнь всего сообщества. Эти другие кланы могут иметь иерархию относительно друг друга и обладать разными обязанностями и привилегиями. Например, один из кланов отвечает за проведение ритуала возведения вождя в должность, Другой отвечает за наказание злоумышленников на основании решений вождя и совета старейшин. Зачастую главенствующий клан продолжает заключать браки со всеми другими кланами и поддерживает полный набор основанных на родстве отношений со всем сообществом. Поскольку вожди-мужчины обычно берут в жены несколько женщин, их родственные связи распространяются практически на всю общину. Таким образом, на этом этапе община по-прежнему полностью основана на родстве.

## Социальная стратификация
В развитии любой общины обычно наступает момент, когда верхний слой перестает заключать браки с нижним, что является началом социальной стратификации. Это изолирует представителей верхнего слоя и дает им возможность утверждать, что они в корне отличаются от выходцев из низов — обладают божественным статусом и во всем превосходят остальных. С точки зрения психологии это позволило элите стать отдельной категорией с особыми атрибутами и привилегиями.

## Развитие институтов
При определённых условиях стратифицированные вождества могут эволюционировать в досовременные государства — царства, по мере того как новые социальные институты образуют прослойку между состоящей из правящих семей элитой и кланами или другими родственными группами, которые господствуют среди остальной части населения. Грань между стратифицированными вождествами и государствами очень размыта: вопрос состоит в том, какие социальные институты должны возникнуть, прежде чем новая общественная структура станет «государством», в современном понимании. Эти институты среди прочего собирают налоги, разрешают споры между кланами, ведут внешнюю торговлю, организуют общественные ритуалы и мобилизуют армии.
Семейственность
Для того чтобы управлять этими структурами, элиты интуитивно пытались полагаться на свои семейные связи, предположительно потому, что
не доверяли никому за пределами родственной сети. Однако вожди и их семьи на собственном опыте поняли, что в государственные структуры нужно продвигать компетентных выходцев из неэлитных слоев. Это не только способствовало эффективному функционированию государственных институтов, но и защищало правителей от других знатных семей, которые могли консолидировать власть с помощью этих институтов и в конечном итоге совершить государственный переворот.

## Роль религии
При рассмотрении вопроса перехода к современным государствам ключевым является механизм отказа от родовой лояльности в пользу государства. По мнению Джозефа Хенрика таким механизмом является религиозные верования — вера в сверхъестественные силы. При отсутствии других социальных институтов, именно общая вера важна для расширения круга сотрудничества кланов, что и происходило на протяжении всей истории человечества. Хенрик называет этот механизм «божественным праймингом». Религии способствовали развитию торговли путем повышения доверия, обеспечивали легитимность политической власти и заставляли людей воспринимать себя частью не кланов или племен, но более крупных воображаемых сообществ, таких как исламский мир и т. п. Хенрик считает, что именно христианская церковь Запада сформировала семью, культурную психологию и сообщества европейцев таким образом, чтобы открыть путь к политическим, экономическим и социальным институтам современного мира.